# Robert Shaw (politik)
Sir Robert Shaw, 1. baronet Shaw (29. leden 1774 – 10. březen 1849 Dublin, Spojené království Velké Británie a Irska) byl britský toryovský poslanec zvolený za obvod Dublin City v letech 1804 až 1826 a bankéř skotského původu.
Byl synem obchodníka a poštovního úředníka Roberta Shawa. V letech 1799 až 1800 byl poslancem Irské poslanecké sněmovny za obvod Bannow. V doplňovacích volbách z 31. března 1804 nahradil bývalého toryovského poslance Johna Beresforda a svůj mandát si udržel až do roku 1826, kdy odešel do politického důchodu. Titul baroneta získal 17. srpna 1821, přičemž formálně byl obdarován britským králem Jiřím IV. při jeho návštěvě Irska v roce 1822. Dne 7. ledna 1796 se oženil s Marií Wilkinsonovou. S ní měl devět dětí. Po její smrti roku 1831 se v červenci 1834 oženil s Amelií Spencerovou.